# عبدالرشید (بازیکن هاکی روی چمن)
عبدالرشید (انگلیسی: Abdul Rashid؛ زادهٔ ۳ مارس ۱۹۴۷ – درگذشته ۴ نوامبر ۲۰۲۰) بازیکن هاکی روی چمن اهل پاکستان بود.
از افتخارات وی میتوان به کسب مدال طلا در بازی‌های المپیک تابستانی ۱۹۶۸ اشاره کرد.